# 56100 Луїзаполлі
56100 Луїзаполлі (56100 Luisapolli) — астероїд головного поясу, відкритий 24 січня 1999 року.
Тіссеранів параметр щодо Юпітера — 3,519.